# Anna Kwiecień
Anna Kwiecień z domu Tabor (ur. 30 września 1964 w Radomiu) – polska polityk, ekonomistka i samorządowiec, wiceprezydent Radomia (2006–2014), posłanka na Sejm VIII, IX i X kadencji (od 2015).

## Życiorys
Absolwentka II Liceum Ogólnokształcącego im. Marii Konopnickiej w Radomiu, a następnie Wydziału Położnych Medycznego Studium Zawodowego w Radomiu (1986). W 2001 ukończyła studia licencjackie na Wydziale Ekonomiki i Organizacji Ochrony Zdrowia Wyższej Szkoły Ubezpieczeń i Bankowości w Warszawie, a w 2003 studia magisterskie na kierunku ekonomia na tym samym wydziale. Odbyła także studia podyplomowe z kontroli i audytu wewnętrznego w Wyższej Szkole Biznesu w Radomiu oraz z organizacji pomocy społecznej w Europejskiej Uczelni Społeczno-Technicznej w Radomiu.
Pracowała jako położna w Radomskim Szpitalu Specjalistycznym w Radomiu (1986–2000), od 1996 do 1997 była kierownikiem specjalizacji położniczo-ginekologicznej przy Wojewódzkim Ośrodku Doskonalenia Kadr Medycznych w Radomiu. W latach 2001–2006 była zatrudniona w Wojewódzkim Szpitalu Specjalistycznym w Radomiu jako kierownik działu organizacji, realizacji i ewidencji świadczeń zdrowotnych. Była również koordynatorką prowadzonych w tym szpitalu programów (Szkoła Promocji Zdrowia, Szkoła Rodzenia).
Podjęła współpracę z Prawem i Sprawiedliwością. W 2006 objęła funkcję zastępcy prezydenta Radomia Andrzeja Kosztowniaka. Zajmowała to stanowisko do 2014. Była odpowiedzialna za Wydział Zdrowia i Polityki Społecznej, a także za opiekę społeczną. W wyborach samorządowych w 2010 bezskutecznie kandydowała do rady miejskiej Radomia z listy PiS. W wyborach samorządowych w 2014 uzyskała mandat radnej radomskiej rady miejskiej. Od stycznia do listopada 2015 pełniła funkcję sekretarza gminy Jedlińsk.
Kandydowała w wyborach do Sejmu w 2007 i 2011, nie uzyskując wówczas mandatu. W wyborach w 2015 ponownie kandydowała do Sejmu w okręgu radomskim. Została wybrana na posłankę VIII kadencji, otrzymując 7458 głosów. W Sejmie została m.in. członkinią Komisji Samorządu Terytorialnego i Polityki Regionalnej, Komisji Zdrowia, Komisji Spraw Zagranicznych, Komisji Gospodarki i Rozwoju, a także wiceprzewodniczącą Komisji Nadzwyczajnej do spraw deregulacji oraz przewodniczącą Parlamentarnego Zespołu ds. Stwardnienia Rozsianego i wiceprzewodniczącą Parlamentarnego Zespołu ds. Sprywatyzowanych Szpitali. Bez powodzenia startowała w wyborach do Parlamentu Europejskiego w 2019.
W wyborach krajowych w tym samym roku została wybrana do Sejmu IX kadencji, otrzymując 23 670 głosów. W wyborach w 2023 z powodzeniem ubiegała się o poselską reelekcję (z wynikiem 34 570 głosów). Po tych wyborach zrezygnowała następnie z objęcia mandatu w Parlamencie Europejskim, który zwolnił Zbigniew Kuźmiuk. W 2024 z ramienia PiS bezskutecznie kandydowała w kolejnych wyborach europejskich.

## Wyniki w wyborach ogólnopolskich
| Wybory | Komitet wyborczy                 | Komitet wyborczy       | Organ            | Okręg          | Wynik        |
| ------ | -------------------------------- | ---------------------- | ---------------- | -------------- | ------------ |
| 2007   |                                  | Prawo i Sprawiedliwość | Sejm VI kadencji | nr 17          | 4143 (1,45%) |
| 2011   | Sejm VII kadencji                | Prawo i Sprawiedliwość | 2648 (1,02%)     | nr 17          |              |
| 2015   | Sejm VIII kadencji               | Prawo i Sprawiedliwość | 7458 (2,71%)     | nr 17          |              |
| 2019   | Parlament Europejski IX kadencji | Prawo i Sprawiedliwość | nr 5             | 20 715 (2,43%) |              |
| 2019   | Sejm IX kadencji                 | Prawo i Sprawiedliwość | nr 17            | 23 670 (7,07%) |              |
| 2023   | Sejm X kadencji                  | Prawo i Sprawiedliwość | nr 17            | 34 570 (8,84%) |              |
| 2024   | Parlament Europejski X kadencji  | Prawo i Sprawiedliwość | nr 5             | 33 916 (4,72%) |              |

## Odznaczenia
W 2014 otrzymała Brązowy Krzyż Zasługi.